# Star Trek: Strange New Worlds/Staffel 1
Dieser Artikel behandelt die ab Mai 2022 erschienene erste Staffel der US-Fernsehserie Star Trek: Strange New Worlds.

## Episoden
| Nr. (ges.) | Nr. (St.) | Deutscher Titel                    | Originaltitel                        | Erstveröffentlichung USA | Deutschsprachige Erstveröffentlichung (D/A/CH) | Regie                | Drehbuch                                                                       |
| --- | --------- | ---------------------------------- | ------------------------------------ | ------------------------ | ---------------------------------------------- | -------------------- | ------------------------------------------------------------------------------ |
| 1 | 1         | Fremde neue Welten                 | Strange New Worlds                   | 5. Mai 2022              | 7. Dez. 2022                                   | Akiva Goldsman       | Akiva Goldsman (Teleplay) Akiva Goldsman & Alex Kurtzman & Jenny Lumet (Story) |
| Im 23. Jahrhundert holt Sternenflottenadmiral Robert April Captain Christopher Pike vom Raumschiff USS Enterprise vom Landgang zurück, nachdem Pikes erster Offizier, Una Chin-Riley (genannt „Nummer Eins“), während einer Erstkontaktmission verschwunden ist. Pike zögert, in den Weltraum zurückzukehren, und vertraut dem vulkanischen Wissenschaftsoffizier Spock – der sich gerade mit T'Pring verlobt hat – an, dass er während seiner Mission mit der USS Discovery eine Vision gesehen hat, in der er sich selbst als gelähmten Menschen gesehen hat. Die Crew reist zum Planeten Kiley 279, der sich in einem ähnlichen Zustand wie die Erde des 21. Jahrhunderts befindet und am Rande eines Bürgerkriegs steht. Die Kriegsparteien haben außerdem eine Waffe auf Basis eines Warp-Antriebs gebaut, nachdem sie die Mission der USS Discovery im nahen Weltraum beobachtet hatten. Pike und seine Crew befreien Nummer Eins aus der Gefangenschaft und verstoßen kurz danach gegen den Allgemeinen Befehl 1 der Sternenflotte, indem sie sich in die Gesellschaft einmischen, um sie davon zu überzeugen, die Waffe nicht einzusetzen. Aufgrund der streng geheimen Natur der Discovery-Mission entgehen sie den Konsequenzen, aber die Sternenflotte verschärft die Regel, indem sie sie in die Oberste Direktive umbenennt. Pike bekennt sich daraufhin zu seiner Rolle als Captain und führt die Enterprise auf eine neue fünfjährige Erkundungsmission. |           |                                    |                                      |                          |                                                |                      |                                                                                |
| 2 | 2         | Kinder des Kometen                 | Children of the Comet                | 12. Mai 2022             | 7. Dez. 2022                                   | Maja Vrvilo          | Henry Alonso Myers & Sarah Tarkoff (Story)                                     |
| Die Kadettin Nyota Uhura wird zu einem Essen mit anderen Besatzungsmitgliedern in Pikes Quartier eingeladen, wo sie offenbart, dass sie sich über ihre Zukunft in der Sternenflotte unsicher ist, in welche sie nur deshalb eingetreten ist, um dem Schmerz über den Tod ihrer Eltern zu entkommen. Die Besatzung der Enterprise versucht bald darauf, den Kurs eines Kometen zu ändern, der alle Bewohner eines wüstenähnlichen Planeten in einer Simulation seiner Flugbahn töten werden wird. Als die Enterprise auf den Kometen feuert, entdecken sie, dass er ein Kraftfeld besitzt, das jegliche Versuche verhindert, auf ihn einzuwirken. Uhura schließt sich einem Team an, das sich auf die Oberfläche des Kometen begibt und entdeckt, dass dieser auf Musik reagiert. Ein Raumschiff mit den sogenannten „Hirten“, die den Kometen eskortieren, positioniert sich zwischen ihm und der Enterprise und offenbaren, dass sie glauben, dass es sich um ein Wesen namens M'hanit handelt, ein uralter Wegbereiter für das Leben. Die Enterprise lenkt sie ab, damit Spock in einem Shuttle den Kurs des Kometen ändern kann, und als der Komet an dem Planeten vorbeifliegt, gibt er Wasserdampf in die Atmosphäre des Planeten ab, der die dortigen Lebensbedingungen radikal verbessert. Uhura entschlüsselt derweil die Musik des Kometen, die darauf hindeutet, dass der Komet diese Einmischung vorhergesehen hat, und Pike fragt sich, woher der Komet kommt und ob dies mehr als nur ein Zufall war. Er denkt auch über das Leben der Kadetten nach, das er durch seine eigene Aufopferung zu retten bestimmt ist. |           |                                    |                                      |                          |                                                |                      |                                                                                |
| 3 | 3         | Geister von Illyria                | Ghosts of Illyria                    | 19. Mai 2022             | 15. Dez. 2022                                  | Leslie Hope          | Akela Cooper & Bill Wolkoff (Story)                                            |
| Die Enterprise untersucht das Verschwinden einer Kolonie von Illyrern, die aufgrund ihrer Gentechnik von der Föderation geächtet sind. Als sich ein Ionensturm nähert, beamen sich die Mitglieder des Außenteams zum Schiff zurück, nachdem sie sich unwissentlich mit einem Virus infiziert haben, der sie süchtig nach Licht macht. Im Sturm gefangen, stellen Pike und Spock fest, dass die Kolonisten versuchten, ihre genetischen Veränderungen rückgängig zu machen, um der Föderation beitreten zu können, als sie möglicherweise das Virus erzeugten und sich in plasmaähnliche Wesen verwandelten. Die beiden werden von diesen Wesen vor dem Sturm geschützt und kehren auf die Enterprise zurück, während alle Besatzungsmitglieder geheilt sind. Nummer Eins hatte verraten, dass sie Illyrianerin ist, um zu erklären, warum sie als Einzige gesund wurde. Zufällig wird durch einen Körperkontakt auch La’an Noonien-Singh geheilt, aus deren Blut dann ein Heilmittel synthetisiert wird. Nummer Eins versucht ihren Dienst zu quittieren, aber Pike weigert sich. Sie fragt sich, ob er mehr Vorurteile gezeigt hätte, wenn sie nicht geholfen hätte, die Besatzung zu retten. Nummer Eins erfährt, dass das Virus durch den automatischen Filter des Schiffes gelangt ist, weil der leitende medizinische Offizier Dr. Joseph M’Benga einen veralteten Transporter benutzt, um seine Tochter Rukiya in Stase zu halten, bis er ihre seltene und tödliche Krankheit heilen kann. |           |                                    |                                      |                          |                                                |                      |                                                                                |
| 4 | 4         | Memento Mori                       | Memento Mori                         | 26. Mai 2022             | 15. Dez. 2022                                  | Dan Liu              | Davy Perez & Beau DeMayo (Story)                                               |
| Die Enterprise versucht, einen nuklearbetriebenen Luftfilter zu einer Föderationskolonie zu bringen, findet dort aber viele der Kolonisten tot oder im Sterben vor. Die Sicherheitschefin La’an Noonien-Singh hilft bei der Evakuierung der Überlebenden und erkennt, dass es sich um eine Falle der Gorn handelt. Sie war die einzige Überlebende eines Gorn-Angriffs in ihrer Kindheit. Ein Gorn-Schiff greift an und fügt der Enterprise erheblichen Schaden zu. M'Benga und Krankenschwester Christine Chapel greifen auf die Medizin des 21. Jahrhunderts zurück, um die Verwundeten zu behandeln, als ihre Ausrüstung ausfällt. Die Besatzung lockt das Gorn-Schiff in die Atmosphäre eines braunen Zwergs in der Nähe eines schwarzen Lochs, wo die Sensoren und Schilde beider Schiffe nutzlos sind. Spock findet einen Weg, das Gorn-Schiff zu verfolgen, und sie zerstören es, aber drei weitere Gorn-Schiffe treffen ein. Eines wird durch den Druck der Atmosphäre des Braunen Zwergs zerquetscht. Spock führt eine Gedankenverschmelzung mit Noonien-Singh durch, um etwas über das Kommunikationssystem der Gorn zu erfahren, und sie nutzen dies, um ein Schiff dazu zu bringen, auf das andere zu feuern. Die Enterprise umkreist das Schwarze Loch, verschwindet vorübergehend und stößt den destabilisierenden Luftfilter aus, der explodiert und das verbleibende Gorn-Schiff davon überzeugt, dass die Enterprise zerstört ist. |           |                                    |                                      |                          |                                                |                      |                                                                                |
| 5 | 5         | Spock Amok                         | Spock Amok                           | 2. Juni 2022             | 22. Dez. 2022                                  | Rachel Leiterman     | Henry Alonso Myers & Robin Wasserman (Story)                                   |
| Die Besatzung geht auf Landurlaub, während die Enterprise auf Sternenbasis 1 instand gesetzt wird. Nummer Eins und Noonien-Singh nehmen zwei Fähnriche fest, die einen nicht genehmigten Weltraumspaziergang im Rahmen eines Spiels der rangniedrigeren Besatzungsmitglieder namens „Enterprise-Bingo“ durchführen. Die beiden erfahren, dass sie als „Spaßbremsen“ verschrien sind, und probieren das Spiel aus. Der Halbmensch Spock ist besorgt darüber, dass T'Pring meint, er werde zu menschlich. Er will seinen Landurlaub mit ihr verbringen, aber April unterbricht ihn, um Pike und Spock um Hilfe bei den Verhandlungen mit den R'ongovianern zu bitten, die sich mit der Föderation, den Klingonen oder den Romulanern verbünden wollen. Nachdem er seine Beziehung mit Chapel besprochen hat, führt Spock eine spezielle Gedankenverschmelzungszeremonie mit T'Pring durch, damit sie sich besser verstehen können. Dabei tauschen sie versehentlich die Katras und damit die Körper. Spock versucht, T'Prings Arbeit fortzusetzen, indem er abgefallene Vulkanier davon überzeugt, zur Logik zurückzukehren, während T'Pring Pike hilft, die Verhandlungen erfolgreich zu führen. M'Benga und Chapel tauschen später die Katras von Spock und T'Pring in ihre richtigen Körper zurück. |           |                                    |                                      |                          |                                                |                      |                                                                                |
| 6 | 6         | Wo kein Leid hinreicht             | Lift Us Where Suffering Cannot Reach | 9. Juni 2022             | 22. Dez. 2022                                  | Andi Armaganian      | Robin Wasserman & Bill Wolkoff (Story)                                         |
| Auf dem Weg zum Planeten Majalis empfängt die Enterprise einen Notruf von einem Shuttle, das von einem Kriegsschiff angegriffen wird. Die Enterprise zerstört das Kriegsschiff und das Shuttle-Personal wird an Bord gebeamt: ein Junge, der „Erster Diener“ genannt wird, sein Vater und Arzt Gamal und Alora, eine Anführerin auf Majalis, die eine alte Flamme von Pike ist. Pike willigt ein, sie nach Majalis zurückzubringen. Gamal versucht, den Tod seines Sohnes vorzutäuschen, um ihn daran zu hindern, auf den Planeten zurückzukehren. Dieser wird aber vereitelt, und der Junge begibt sich mit Pike und Alora zu seiner „Aufstiegszeremonie“ nach Majalis. Pike darf der Zeremonie beiwohnen, bei der der Leichnam des früheren „Ersten Dieners“ aus einer Maschine entfernt und der neue „Erste Diener“ an seiner Stelle angeschlossen wird. Pike ist darüber entsetzt, kann es aber nicht verhindern, und Alora erklärt, dass Majalis nur dann eine paradiesische Gesellschaft bleiben kann, wenn ein Kind der Maschine geopfert wird. Die rebellische Kolonie von Majalis ist gegen diese Praxis, und Gamal hatte sich ihnen angeschlossen, um seinen Sohn zu retten. Gamal hilft M'Benga bei der Arbeit an einer Behandlung für Rukiyas Zustand und verlässt dann die Enterprise, um sich der Kolonie anzuschließen, in der Hoffnung, zukünftige „Erste Diener“ zu retten. |           |                                    |                                      |                          |                                                |                      |                                                                                |
| 7 | 7         | Die Serene Squall                  | The Serene Squall                    | 16. Juni 2022            | 29. Dez. 2022                                  | Sydney Freeland      | Beau DeMayo & Sarah Tarkoff (Story)                                            |
| Die Sternenflottenberaterin Aspen reist mit der Enterprise zu einer weit entfernten Kolonie, die von Raumpiraten mit dem abtrünnigen Schiff Serene Squall angegriffen wird. Pike und ein Enterkommando beamen sich auf das Schiff, aber die Besatzung geht gleichzeitig an Bord der Enterprise. Pike nutzt seine kulinarischen Fähigkeiten und einige manipulative Taktiken, um eine Meuterei auf der Serene Squall anzustiften, die es ihm und seinem Enterkommando ermöglicht, die Kontrolle über das Schiff zu erlangen. Aspen gibt sich als Angel, der Captain der Serene Squall, zu erkennen. Sie nimmt Kontakt zu T'Pring auf und stellt ihr ein Ultimatum: Entweder sie lässt Angels Geliebten frei, einen vulkanischen Gefangenen, den T'Pring zu rehabilitieren versucht, oder Spock stirbt. T'Pring entscheidet sich dafür, den Gefangenen auszuliefern, aber Spock tut so, als würde er ihre Verlobung lösen, indem er behauptet, eine Affäre mit Chapel zu haben. Angel versucht, auf T'Prings Schiff zu feuern, aber die Piraten der Serene Squall benutzen Fernbedienungscodes, um die Kontrollen der Enterprise zu sperren. Angel flieht und die Piraten ergeben sich. Spock versichert T'Pring seiner Liebe zu ihr und erklärt Chapel, dass ihre Freundschaft rein platonisch ist. Er offenbart Chapel auch, dass Angels Liebhaber sein Halbbruder Sybok ist. |           |                                    |                                      |                          |                                                |                      |                                                                                |
| 8 | 8         | Das Königreich Elysien             | The Elysian Kingdom                  | 23. Juni 2022            | 29. Dez. 2022                                  | Amanda Row           | Akela Cooper & Onitra Johnson (Story)                                          |
| Die Enterprise untersucht einen Nebel, als ihr Warp-Antrieb ausfällt und die Besatzung einen Blackout erleidet. Als M'Benga erwacht, findet er das Innere der Enterprise als High-Fantasy-Kulisse von Rukiyas Lieblingsbuch verkleidet vor, und die Besatzung schlüpft unwissentlich in die Rollen dieser Figuren. Chefingenieur Hemmer ist dank seiner telepathischen Fähigkeiten das einzige andere Besatzungsmitglied, das sich der Situation bewusst ist, und sie entdecken, dass der Nebel ein eigenes Bewusstsein hat, vergleichbar mit einem Boltzmann-Gehirn. Sie finden Rukiya und erfahren, dass der Nebel ihre Einsamkeit erkannt und die Fantasie geschaffen hat, um sie zu unterhalten. Er hat auch ihre Krankheit geheilt, aber das wird nicht so bleiben, wenn sie den Nebel verlassen. Der Nebel bietet an, Rukiya zu bewahren, indem er sie in ein Energiewesen innerhalb des Nebels verwandelt, was M'Benga nur widerwillig akzeptiert. Dann sieht er eine Vision von Rukiya als erwachsene Frau, die ein Leben voller Abenteuer mit dem Nebel erlebt hat, den sie nach ihrer Mutter Debra nennt. Debra befreit die Enterprise und stellt ihren Warp-Antrieb und ihre Inneneinrichtung wieder her, ohne dass sich jemand anderes als M'Benga an die Fantasie erinnern kann. Er erzählt Nummer Eins von Rukiyas Schicksal. |           |                                    |                                      |                          |                                                |                      |                                                                                |
| 9 | 9         | Nicht jeder Verirrte verliert sich | All Those Who Wander                 | 30. Juni 2022            | 5. Jan. 2023                                   | Christopher J. Byrne | Davy Perez (Story)                                                             |
| Die Enterprise ist auf dem Weg nach Deep Space K-7, als sie einen weiteren vorrangigen Auftrag erhält: die Suche nach der vermissten USS Peregrine. Während die Enterprise nach K-7 weiterfliegt, führt Pike ein Außenteam zu einem Eisplaneten, wo sie die auf Grund gelaufene Peregrine finden. Hemmer und Uhura stellen die Systeme des Schiffes wieder her, während Pike erfährt, dass es drei Flüchtlinge an Bord hatte. Einer von ihnen war mit Gorn-Eiern infiziert, die aus seinem Körper schlüpften und die Besatzung angriffen. Pikes Team findet die beiden anderen Flüchtlinge als die einzigen Überlebenden. Einer von ihnen, Buckley, ist ebenfalls mit Gorn-Eiern infiziert, aus denen die Gorn schlüpften. Sie greifen das Team an, aber sie bekämpfen sich auch gegenseitig, bis nur noch der stärkste Schlüpfling übrig ist. Das Team schmiedet einen Plan, um den Schlüpfling mit den kalten Temperaturen der Umweltkontrollen des Schiffes zu töten, aber vorher wird auch Hemmer von einem Gorn angegriffen und infiziert. Er ermutigt Uhura, in der Sternenflotte zu bleiben, bevor er sich vom Schiff stürzt, damit er zusammen mit dem Gorn in ihm in der Kälte stirbt. Nachdem die Besatzung um Hemmer trauert, nimmt Noonien-Singh Urlaub, um dem letzten Flüchtling zu helfen, seine Familie zu finden. |           |                                    |                                      |                          |                                                |                      |                                                                                |
| 10 | 10        | Die Kunst der Gnade                | A Quality of Mercy                   | 7. Juli 2022             | 5. Jan. 2023                                   | Chris Fisher         | Henry Alonso Myers & Akiva Goldsman (Story)                                    |
| Während die Enterprise und die USS Cayuga einen Außenposten in der romulanischen Neutralen Zone mit Nachschub versorgen, trifft Pike einen der zukünftigen Kadetten, für den er sich opfern wird, und beschließt, ihnen Warnungen zu schicken, um den Unfall zu verhindern. Er wird von einer älteren Version seiner selbst aus einer Zukunft besucht, in der sich der Unfall nicht ereignet hat, die Pike die Folgen dieser Entscheidung vor Augen führt: Sieben Jahre in der Zukunft sieht die Enterprise, wie ein romulanischer Warbird den Außenposten zerstört. Sie verfolgen es mit Unterstützung der USS Farragut und Captain James T. Kirk, der ein aggressives Vorgehen vorschlägt, doch Pike besteht auf Verhandlungen. Der romulanische Kommandant stimmt einem Waffenstillstand zu, aber sein Unterkommandant ruft eine Armada romulanischer Kriegsschiffe herbei, die die Enterprise beschädigen, Spock schwer verletzen und der Föderation den Krieg erklären. Im Gespräch mit seinem zukünftigen Ich akzeptiert Pike, dass sein Schicksal notwendig ist, um Spock zu retten und den Krieg zu verhindern. Sein Frieden wird von Captain Batel von der Cayuga gestört, welche an Bord der Enterprise kommt und Nummer Eins verhaftet, weil sie eine genetisch veränderte Illyrianerin ist. |           |                                    |                                      |                          |                                                |                      |                                                                                |